# Ostropales
Die Ostropales sind eine Ordnung der Schlauchpilze (Ascomycota). Einige Vertreter sind Flechtenbildner.

## Merkmale
Die Ordnung enthält manche Flechten. Im heutigen Umfang der Ordnung sind aber die meisten keine Flechtenbildner oder nur fakultativ flechtenbildend. Sie besitzen becherförmige Fruchtkörper mit normalerweise herausbrechenden Ascomata.

## Systematik
DNA-Sequenz-Analysen haben gezeigt, dass die frühere Ordnung Gyalectales innerhalb der Klade der Ostropales liegt, und wird demnach heute zu den Ostropales gezählt. Ebenso werden die Vertreter der früheren Ordnungen Gomphillales, Graphidales und Trichoteliales heute zu dieser Ordnung gezählt. Ein Kladogramm sieht folgendermaßen aus:
|  | Solorinellaceae                                                   |
|  |                                                                   |
|  | \| \| Thelotremataceae \| \| \| \| \| \| Graphidaceae \| \| \| \| |
|  |                                                                   |
|  | Thelotremataceae                                                  |
|  |                                                                   |
|  | Graphidaceae                                                      |
|  |                                                                   |

|  | Thelotremataceae |
|  |                  |
|  | Graphidaceae     |
|  |                  |

|  | Gyalectaceae                                                     |
|  |                                                                  |
|  | \| \| Coenogoniaceae \| \| \| \| \| \| Phlyctidaceae \| \| \| \| |
|  |                                                                  |
|  | Coenogoniaceae                                                   |
|  |                                                                  |
|  | Phlyctidaceae                                                    |
|  |                                                                  |

|  | Coenogoniaceae |
|  |                |
|  | Phlyctidaceae  |
|  |                |

|  | Solorinellaceae                                                   |
|  |                                                                   |
|  | \| \| Thelotremataceae \| \| \| \| \| \| Graphidaceae \| \| \| \| |
|  |                                                                   |
|  | Thelotremataceae                                                  |
|  |                                                                   |
|  | Graphidaceae                                                      |
|  |                                                                   |

|  | Thelotremataceae |
|  |                  |
|  | Graphidaceae     |
|  |                  |

|  | Gyalectaceae                                                     |
|  |                                                                  |
|  | \| \| Coenogoniaceae \| \| \| \| \| \| Phlyctidaceae \| \| \| \| |
|  |                                                                  |
|  | Coenogoniaceae                                                   |
|  |                                                                  |
|  | Phlyctidaceae                                                    |
|  |                                                                  |

|  | Coenogoniaceae |
|  |                |
|  | Phlyctidaceae  |
|  |                |

|  | Stictidaceae |
|  |              |

|  | Solorinellaceae                                                   |
|  |                                                                   |
|  | \| \| Thelotremataceae \| \| \| \| \| \| Graphidaceae \| \| \| \| |
|  |                                                                   |
|  | Thelotremataceae                                                  |
|  |                                                                   |
|  | Graphidaceae                                                      |
|  |                                                                   |

|  | Thelotremataceae |
|  |                  |
|  | Graphidaceae     |
|  |                  |

|  | Gyalectaceae                                                     |
|  |                                                                  |
|  | \| \| Coenogoniaceae \| \| \| \| \| \| Phlyctidaceae \| \| \| \| |
|  |                                                                  |
|  | Coenogoniaceae                                                   |
|  |                                                                  |
|  | Phlyctidaceae                                                    |
|  |                                                                  |

|  | Coenogoniaceae |
|  |                |
|  | Phlyctidaceae  |
|  |                |

|  | Solorinellaceae                                                   |
|  |                                                                   |
|  | \| \| Thelotremataceae \| \| \| \| \| \| Graphidaceae \| \| \| \| |
|  |                                                                   |
|  | Thelotremataceae                                                  |
|  |                                                                   |
|  | Graphidaceae                                                      |
|  |                                                                   |

|  | Thelotremataceae |
|  |                  |
|  | Graphidaceae     |
|  |                  |

|  | Gyalectaceae                                                     |
|  |                                                                  |
|  | \| \| Coenogoniaceae \| \| \| \| \| \| Phlyctidaceae \| \| \| \| |
|  |                                                                  |
|  | Coenogoniaceae                                                   |
|  |                                                                  |
|  | Phlyctidaceae                                                    |
|  |                                                                  |

|  | Coenogoniaceae |
|  |                |
|  | Phlyctidaceae  |
|  |                |

|  | Stictidaceae |
|  |              |

Die ebenfalls zu den Ostropales gehörenden Familien Gomphillaceae und Porinaceae waren in der Untersuchung nicht enthalten. Die Stellung der Odontotremataceae war 2006 noch nicht durch phylogenetische Untersuchungen abgesichert.
Eriksson 2006 zählt folgende Familien (mit ausgewählten Gattungen und Arten) zu den Ostropales bzw. Gyalectales und Trichoteliales:
- Gyalectales 
  - Coenogoniaceae mit zwei Gattungen
  - Gyalectaceae mit sieben Gattungen
- Ostropales sensu Eriksson 2006
  - Gomphillaceae mit 22 Gattungen
  - Graphidaceae mit 19 Gattungen
  - Odontotremataceae
  - Phaneromycetaceae mit einziger Gattung
  - Solorinellaceae mit zwei Gattungen
  - Stictidaceae mit 19 Gattungen
  - Thelotremataceae mit 15 Gattungen
  - Porinaceae (=Trichtheliaceae) mit fünf Gattungen

Die Phlyctidaceae mit zwei Gattungen standen bei Eriksson noch bei den Lecanoromycetidae, incertae sedis:
2018 stellten aber Kraichak und Mitarbeiter wieder die Ordnungen Graphidales und Gyalectales wieder her. Die Ostropales sensu stricto beinhalten also nur noch die nicht flechtenbildenden Arten.
Mit Stand 2022 zählen folgende Familien und Gattungen zur Ordnung:
- Phaneromycetaceae mit einziger Gattung
  - Phaneromyces mit zwei Arten

- Spirographaceae mit einziger Gattung
  - Spirographa mit 24 Arten

- Stictidaceae mit 30 Gattungen 
  - Absconditella mit 16 Arten
  - Acarosporina mit fünf Arten
  - Biostictis mit fünf Arten
  - Carestiella mit nur einer Art
  - Conotremopsis mit nur einer Art
  - Cryptodiscus mit 10 Arten
  - Cyanodermella mit zwei Arten
  - Delpontia mit nur einer Art
  - Dendroseptoria mit drei Arten
  - Fitzroyomyces mit nur einer Art
  - Geisleria mit nur einer Art
  - Glomerobolus mit nur einer Art
  - Ingvariella mit nur einer Art
  - Karstenia mit 10 Arten
  - Lillicoa mit vier Arten
  - Nanostictis mit etwa acht Arten
  - Neofitzroyomyces mit nur einer Art
  - Neostictis mit nur einer Art
  - Ostropa mit nur einer Art
  - Ostropomyces mit zwei Arten
  - Propoliopsis mit nur einer Art
  - Robergea mit acht Arten
  - Schizoxylon mit etwa 35 Arten
  - Sphaeropezia mit 19 Arten
  - Stictis mit vier Arten
  - Stictophacidium mit drei Arten
  - Thelopsis mit neun Arten
  - Topelia mit sechs Arten
  - Trinathotrema mit drei Arten
  - Xyloschistes mit nur einer Art

- Ostropales Gattungen von unsicherer Stellung
  - Aabaarnia mit nur einer Art
  - Biazrovia mit nur einer Art
  - Elongaticonidia unsicher
  - Normanogalla mit nur einer Art
  - Paralethariicola mit nur einer Art